# Медаль оборони (Велика Британія)
Медаль оборони (англ. Defence Medal (United Kingdom) — військова нагорода Великої Британії. Медаль за заслуги у воєнний час, заснована королем Сполученого Королівства Георгом VI у травні 1945 року, якою нагороджували громадян Британської Співдружності як за небойові військові заслуги, так і за певні види цивільної служби в інтересах збройних сил за часи Другої світової війни.

## Зміст
У травні 1945 року Велика Британія заснувала Медаль оборони, якою нагороджували британських військових і цивільний персонал за особливі заслуги перед Сполученим Королівством, а також для персоналу Співдружності та Британських колоній, який служив у або за межами своїх рідних країн у неоперативній зоні або в зоні ризику, наприклад піддавався атакам з повітря.

### Критерії нагородження
Медаллю за оборону нагороджували за небойові військові заслуги під час проходження військової служби у лавах Збройних сил, Домашньої гвардії, Службі цивільної оборони та інших затверджених цивільних службах у період з 3 вересня 1939 року по 8 травня 1945 року (до 2 вересня 1945 року для тих, хто продовжував службу на певних визначених територіях на Далекому Сході та в Тихому океані).
Вимоги до нагородження військовиків поширювалися на особовий склад, який працював у штабах, навчальних центрах, на базах і аеродромах під час війни в Європі з 3 вересня 1939 по 8 травня 1945 року, а також ніс службу в Домашній гвардії під час її існування з 14 травня 1940 по 31 грудня 1944. Медаллю також нагороджували за заслуги у службі за кордоном у домініонах Співдружності та британських колоніях.